# Pomilio Gamma
Il Pomilio Gamma fu un aereo da caccia monomotore biplano sviluppato dall'azienda aeronautica italiana Fabbrica Aeroplani Ing. O. Pomilio nei tardi anni dieci del XX secolo e rimasto allo stadio di prototipo.
Realizzato come proposta di equipaggiamento del Corpo Aeronautico Militare del Regio Esercito durante le fasi finali della prima guerra mondiale venne testato dal personale militare ma giudicato non idoneo al servizio. La mancanza di commissioni da parte degli organi militari ne decretò l'abbandono dello sviluppo dopo la costruzione dei due prototipi.

## Storia del progetto
Verso il termine del 1917 la Pomilio avviò lo sviluppo di un nuovo modello di velivolo militare da destinare ai reparti da caccia del Corpo Aeronautico Militare. L'ufficio tecnico progettò un modello, indicato come "Gamma" dalla terza lettera dell'alfabeto greco, dall'impostazione convenzionale, un velivolo monoposto con struttura lignea dalla velatura biplana e carrello fisso.
Il prototipo del Gamma, equipaggiato con un motore 6 cilindri a V SPA 6A da 220 CV (162 kW) raffreddato a liquido, venne portato in volo per la prima volta nei primi mesi del 1918. Quando venne presentato alla commissione esaminatrice del Regio Esercito, le prove in volo determinarono che, pur godendo di buone velocità massima e manovrabilità, il velivolo era carente in velocità variometrica, quindi complessivamente insufficiente per sottoscrivere un contratto di fornitura.
L'azienda decise allora di realizzare un secondo prototipo dotandolo di un propulsore di potenza più elevata al fine di sopperire alla difficoltà con cui il primo esemplare aumentava di quota. Il velivolo, identificato come Gamma IF, fu equipaggiato con un Isotta Fraschini V.6, sempre della medesima architettura interna V6 e raffreddato a liquido, ma capace di 250 CV (184 kW). Questo prototipo venne nuovamente presentato alla commissione esaminatrice nel corso del 1918, non riuscendo tuttavia a superare le iniziali perplessità espresse. Solo successivamente i vertici militari decisero di sottoscrivere un contratto di fornitura per un numero limitato di Gamma IF, ma non risulta che alcun esemplare sia entrato in servizio operativo.

## Tecnica
Il Pomilio Gamma presentava una configurazione classica per l'epoca: biplano monoposto monomotore traente e carrello fisso.
La fusoliera, realizzata con struttura lignea, era caratterizzata dalla sezione rettangolare e dalla cabina di pilotaggio monoposto. Posteriormente terminava in un impennaggio classico monoderiva caratterizzato dai due piani orizzontali a pianta triangolare.
La velatura era del tipo biplano-sesquiplana, ovvero con l'ala inferiore, montata bassa sulla fusoliera, di apertura inferiore a quella superiore, montata alta a parasole. I due piani alari, privi di scalamento, erano collegati tra loro da una singola coppia, una per lato, di montanti interalari obliqui rinforzati da cavetti in acciaio. L'ala superiore, l'unica dotata di alettoni, era inoltre collegata alla fusoliera tramite un semplice castello tubolare e presentava una svasatura semicircolare per agevolare l'accesso al posto di pilotaggio.
Il carrello d'atterraggio era un semplice biciclo anteriore fisso integrato posteriormente da un pattino d'appoggio.
La propulsione era affidata ad un motore a sei cilindri raffreddato ad acqua, nel primo uno SPA 6A capace di erogare una potenza pari a 220 CV (162 kW), nel secondo un Isotta Fraschini V.6 da 250 CV (184 kW). Collocato all'estremità anteriore della fusoliera era racchiuso da un cofano di tipo automobilistico e collegato ad un'elica bipala in legno a passo fisso.

## Versioni
Gamma
primo prototipo, equipaggiato con un motore SPA 6A da 220 CV (162 kW).
Gamma IF
secondo prototipo, equipaggiato con un Isotta Fraschini V.6 da 250 CV (184 kW).

## Utilizzatori
Italia
- Corpo Aeronautico Militare (previsto)